# Maria Eklund
Maria Eklund, född 10 april 1973 i Sovjetunionen, är en internationellt verksam dirigent. Hon är utbildad i Ryssland vid både Moskvakonservatoriet, Tjajkovskij-konservatoriet och Gnesins musikakademi. Efter att ha gift sig med en svensk och flyttat till Sverige fortsatte hon sin utbildning vid Kungliga Musikhögskolan i Stockholm. 
År 2005 utsågs hon till förste gästdirigent vid Ryska statliga symfoniorkestern och samma år blev hon den första kvinnliga dirigenten vid Bolsjojteatern i Moskva.
Under våren 2017 var Eklund en av de tävlande i Kulturfrågan Kontrapunkt, som sändes i SVT1.